# ТЭ127
ТЭ127 — опытный магистральный шестиосный тепловоз с электрической передачей, предназначенный для вождения как грузовых, так и пассажирских поездов на линиях с ограниченной осевой нагрузкой.
В 1985 году ПО «Ворошиловградтепловоз» построил односекционный шестиосный тепловоз ТЭ127. Тепловоз имел две кабины, две трёхосные тележки, тяговую передачу переменно-постоянного тока.

## Конструкция

### Механическая часть
Кузов тепловоза имел несущую конструкцию. Рама опиралась на две трёхосные бесчелюстные тележки, аналогичные по конструкции тележкам тепловоза 2ТЭ10В.
Тяговые электродвигатели имели опорно-рамное подвешивание. Сила тяги и тормозные усилия передавались на кузов тепловоза через шкворень. Длина тепловоза по осям автосцепок составляла 19000 мм.
Колёсные пары тепловоза имели диаметр бандажей 1050 мм. Тяговая передача имела передаточное число 4,45. Служебная масса тепловоза составляла 96 тонн, осевая нагрузка 16 тонн. Скорость длительного режима — 25,8 км/ч при силе тяги в 176,8 кН (18 000  кгс). Конструкционная скорость тепловоза 120 км/ч. Запас топлива — 3000 кг, песка 300 кг, масла 500 кг, воды 725 кг.

### Силовая часть
На тепловозе был установлен дизель-генератор ДГ0251, состоящий из дизеля 251Д (12ЧН21/21) Балаковского машзавода имени Ф.Э. Дзержинского, номинальной мощностью 2400 л.с. и тягового агрегата В-715У2. Тяговый агрегат включал в себя собранные в одном корпусе синхронный тяговый генератор мощностью 1600 кВт и вспомогательный синхронный генератор на 220 кВт. Полная масса ДГУ 14600 кг.
Дизель четырёхтактный, V-образный, диаметр поршня 210 мм, ход поршня 210 мм. На дизеле для наддува был установлен турбокомпрессор. Наддувочный воздух имел промежуточное охлаждение.
Для преобразования переменного тока тягового генератора в постоянный служит выпрямительная установка ТППД-4400-780У2. Тяговые двигатели ЭД129У1 номинальной мощностью 230 кВт каждый имели класс изоляции F. Тепловоз был оборудован реостатным тормозом мощностью 1420 кВт.

#### Кабина машиниста

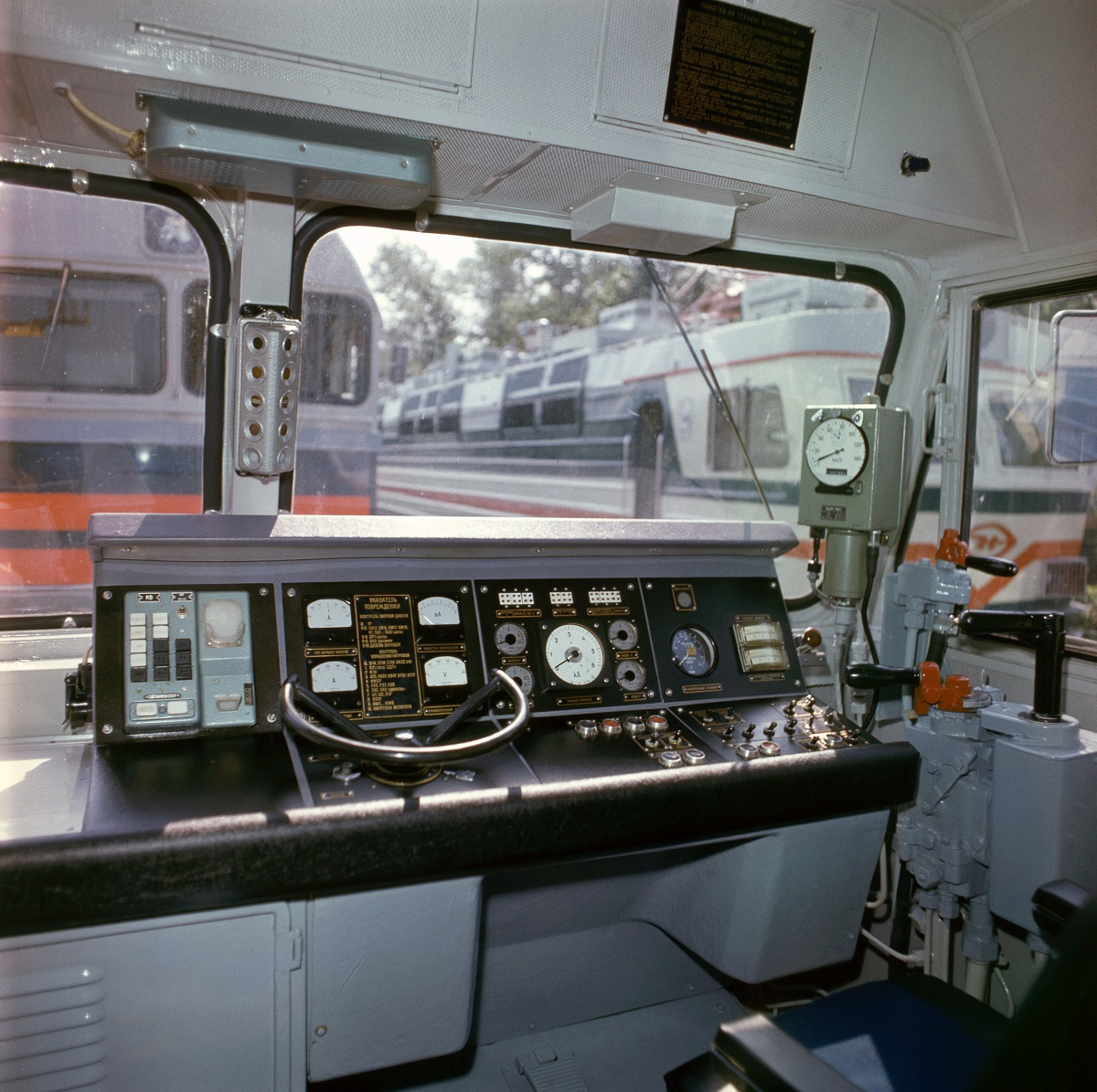
Пульт управления в кабине тепловоза

## Эксплуатация и судьба тепловоза

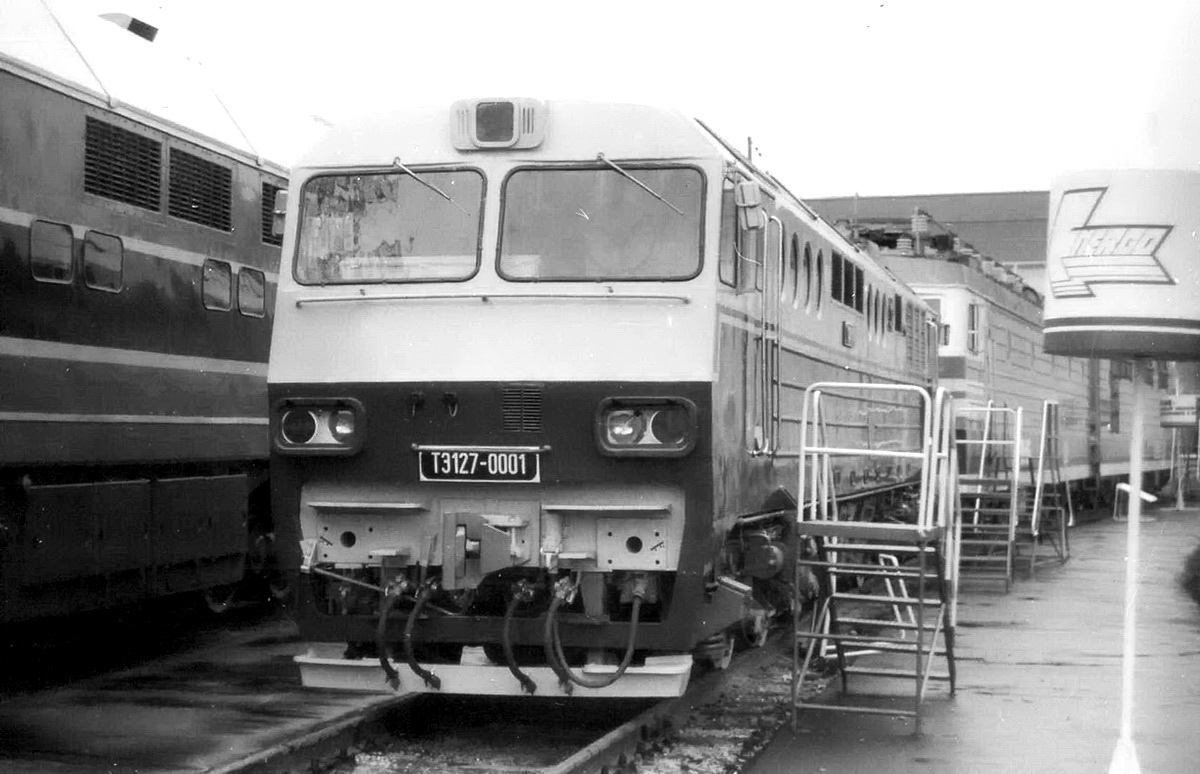
Тепловоз на выставке «Железнодорожный транспорт — 89»

В конце 1985 года тепловоз прошёл испытания на участке Ворошиловград — Кондрашевская — Старобельск. В 1986—1989 годах тепловоз экспонировался на выставках в подмосковной Щербинке («Железнодорожный транспорт — 86», «Железнодорожный транспорт — 89»). После распада СССР тепловоз оказался на территории Украины, вернувшись на родной Луганский (Ворошиловградский) завод, но оказался не востребован. В 1997 году локомотив был продан на металлолом (вместе с обоими тепловозами ТЭ136), и в июле того же года разрезан на фирме «Вольмета» в городе Дукштас (Литва).